# Kevin Abstract
Kevin Abstract, de son vrai nom Clifford Ian Simpson, né le 16 juillet 1996 à Corpus Christi, au Texas, est un rappeur, chanteur et auteur-compositeur américain. Il est connu pour avoir fondé le collectif de hip-hop Brockhampton. Il publie son premier album solo, MTV1987 en 2014, puis un deuxième album, American Boyfriend : A Suburban Love Story en 2016, et son troisième album, Arizona Baby en 2019.

## Biographie
Kevin Abstract est né à Corpus Christi, au Texas. Il n'a jamais connu son père, et avait une relation distante avec sa mère. Il fugue à 15 ans, lorsqu'il réalise son homosexualité,. La famille de Simpson fait partie d'une communauté de Mormons, et il la considère comme « extrêmement religieuse ». Simpson reste 1 an chez un ami, et part vers la Géorgie où il retrouve sa sœur.

### Débuts (2014—2018)
Kevin Abstract publie son premier album, MTV1987, le 15 juillet 2014, la veille de ses 18 ans. Il connaît une critique favorable, dans le magazine Billboard par exemple.
Originellement annoncé par Abstract, avec le single Echo, sous le nom de Death of a Supermodel, American Boyfriend : A Suburban Love Story sort en novembre 2016. L'album traite de l'enfance du rappeur ainsi que de son homosexualité.

### Arizona Baby(depuis 2019)
En juin 2018, Kevin Abstract publie sur son compte Twitter les mots american boyfriend, laissant envisager une suite à son précédent album. Un an plus tard, en avril 2019, il sort son troisième album studio, Arizona Baby, annoncé une semaine plus tôt par le single Big Wheels.

### Brockhampton
Kevin Abstract co-fonde en 2014 le groupe de hip-hop AliveSinceForever, qui deviendra par la suite Brockhampton (stylisé BROCKHAMPTON), avec des amis d'enfance et d'autres artistes rencontrés sur un forum de fans de Kanye West, KanyeToThe,.
La première mixtape du groupe s'intitule All American Trash et sort le 24 mars 2016. Le groupe connaît un grand succès et une critique favorable à la suite de leur trilogie Saturation (stylisé en majuscules) sortie en 2017. L'année qui suit les voit signer avec RCA Records avec qui ils concluent un accord pour six albums.
Brockhampton annonce via les réseaux sociaux le 14 janvier 2022 leur dissolution. Deux derniers albums sortent le 17 novembre de la même année.